# Fundação Instituto de Geotécnica
A Fundação Instituto de Geotécnica (Geo-Rio) é um órgão da Secretaria Municipal de Obras da Prefeitura do Rio de Janeiro.
A Geo-Rio, especializada em contenção de encostas, foi criada em 1966, pelo então Governador do extinto Estado da Guanabara, Francisco Negrão de Lima, sob o impacto do forte temporal registrado em Janeiro daquele ano. Na ocasião, a intensidade da chuva causou deslizamentos nas encostas de morros nas Zonas Sul e Norte, levando morte e destruição a comunidades carentes.
À época não havia profissionais capacitados para atuar especificamente em obras de contenção de encostas. Por esse motivo, um grupo pioneiro de engenheiros, geólogos e operários necessitou aprender na prática o que fazer. Construindo conhecimento de maneira empírica, caso a caso, criaram uma tecnologia própria de contenção que conduziu o Rio de Janeiro à vanguarda nesse setor.
As obras da Geo-Rio espalham-se, na atualidade, por todo o município, inclusive o Corcovado, garantindo segurança à população.
O órgão mantém, em parceria com a Defesa Civil do Município, um plantão permanente para socorro em caso de deslizamento de rochas e/ou de encostas. Além disso, desenvolve um trabalho preventivo, pela vistoria periódica de locais de risco e pela distribuição de folhetos que ensinam moradores a evitar acidentes causados por escavações e pelo acúmulo de resíduos nas encostas.
A partir de 1996, a atuação do órgão expandiu-se, passando a compreender o Sistema Alerta Rio, uma rede de computadores ligada ao radar meteorológico da Aeronáutica, que indica a aproximação de nuvens causadoras de temporais.

## Recomendações da Geo-Rio
Três cuidados simples podem ser observados pelas populações que residem em encostas, visando evitar acidentes em dias de chuvas fortes:
- Não escavar;
- Não destruir a vegetação; e
- Não lançar resíduos em encostas e ladeiras.

## Telefone de emergência
O telefone de emergência da Defesa Civil do Município do Rio de Janeiro é: 199